# SCWR
SCWR é o acrónimo para Supercritical Water Reactor, significando, em português, reactor de água supercrítica. O SCWR é um conceito de reactor nuclear de Quarta Geração que usa água supercrítica como fluido funcional.